# 杰玛·加利
杰玛·加利（義大利語：Gemma Galli，1996年7月13日—），意大利女子花样游泳运动员。她曾代表意大利参加2020年夏季奥林匹克运动会花样游泳比赛，获得团体第五名。